# Argyroeides
Argyroeides is een geslacht van vlinders van de familie spinneruilen (Erebidae), uit de onderfamilie Arctiinae.

## Soorten
- A. affinis Rothschild, 1911
- A. augiades Druce, 1896
- A. auranticincta Klages, 1906
- A. boliviana Druce, 1883
- A. braco Herrich-Schäffer, 1855
- A. ceres Druce, 1893
- A. eurypon Druce, 1884
- A. flavicincta Druce, 1905
- A. flavicornis Rothschild, 1911
- A. flavipes Hampson, 1898
- A. fuscipes Rothschild, 1911
- A. hadassa Druce, 1883
- A. laurion Druce, 1884
- A. magon Schaus, 1892
- A. menephron Druce, 1884
- A. minuta Druce, 1888
- A. nephelophora Hampson, 1914
- A. notha Schaus, 1911

- A. ophion Walker, 1854
- A. ortona Druce, 1893
- A. placida Druce, 1897
- A. quindiensis Dognin, 1911
- A. rubricauda Dyar, 1911
- A. sanguinea Schaus, 1896
- A. spectrum Schaus, 1911
- A. strigula Druce, 1896
- A. tricolor Packard, 1869
- A. vespina Schaus, 1901